# Philopteridae
Philopteridae zijn een luizenfamilie uit de onderorde Ischnocera. Het zijn ectoparasieten van vogels en zoogdieren. 

## Taxonomie
De familie bevat onder andere de volgende geslachten:
- Brueelia Kéler, 1936
- Philopterus Nitzsch, 1818
- Tinamotaecola Carriker, 1944[1]